# Йожен Сю
Йожен Сю (на френски: Eugène Sue) е френски писател, автор на произведения в жанровете приключенски, социален и битов роман, един от основоположниците на масовата литература.

## Биография и творчество
Жозеф Мари Йожен Сю е роден на 26 януари 1804 г. в Париж, Франция. Син на видния хирург от Наполеоновата армия, Жан-Жозеф Сю. Учи в Лицея „Кондорсе“ в Париж. Проявява се като посредствен и разпустнат студент. След дипломирането му баща му го изпраща в армията, през 1823 г. в Испанската експедиция, а после и в Гърция и Карибите.
След смъртта на баща му през 1829 г. наследява значително богатство и се установява в Париж. Записва се в престижния „Жокей Клуб“ в Париж, става любовник на най-прекрасните дами в Париж, които го наричат „Красивия Сю“, и харчи безогледно наследството си до пълно разорение след 7 години.
Започва да пише леки приключенски романи, като първият от тях „Kernok le pirate“ е публикуван през 1830 г. След разоряването си се посвещава на писателската си кариера като първоначално пише исторически и съвременни романи.
През 1842 г. започва да публикува един от най-известните си романи – „Парижките потайности“. Успехът на многотомника е огромен, прави го известен и го превръща в обществено значима личност. Литературното произведение многократно е екранизирано.
През 1844 г. е издаден другият му много популярен роман – „Скитникът евреин“.
Писателят е автор на 43 романа (главно в подлистници), 2 сборника с повести, 8 политически труда и 19 пиеси.
След революцията от 1848 г. той е избран през април 1850 г. за член на Законодателното събрание от избирателен район Сена на Париж. Когато Наполеон III прави държавен преврат на 2 декември 1851 г. той отива в изгнание в Сардиния.
Йожен Сю умира на 3 август 1857 г. в Анеси льо Вио, Кралство Сардиния.

## Произведения
частична библиография
- Kernok le pirate (1830)
- El Gitano (1830)
- Plik et Plok (1831)
- Atar-Gull (1831)
- La Salamandre (1832)
- La Vigie de Koat Vën (1833)
- Histoire de la Marine (1835)
- Latréaumont (1837)
- Arthur (1837 – 1839)
- Mathilde (1841)
- Paula Monti ou l'Hôtel Lambert (1842)
- Thérèse Dunoyer (1842)
- Les Mystères de Paris (1842-1843) – сериен роман 
Парижките потайности, 4 тома, изд.:“Народна култура, София (1991-1992), прев. Пенка Пройкова, Венелин Пройков
Парижките потайности, 4 тома, изд.: „Захарий Стоянов“, София (2000) – по изданието от 1991 г. 
Парижките потайности, 2 тома, изд.: „Колибри“, София (2014), по изданието от 1991 г.
- Le Juif errant (1844 – 1845) 
Скитника евреин: сподирен от разни полезни и любопитни неща, изд. в Браила (1860) 
Скитника евреин, изд. „Игнатов и синове“ (1928) 
Скитникът евреин, изд.: „Петекс“, София (1991), прев. Димитър Христов
- Les Mystères du peuple (1849-1957)
- La Marquise Cornélia Alfi (1852)
- La famille Jouffroy (1854)
- Le Diable médecin (1854-1856)
- Les fils de famille (1856)
- Une page de l'histoire de mes livres (1857)

### Серия „Седемте смъртни гряха“ (Les Sept Péchés capitaux)
1. L`Avarice (1847)
Скъперничеството, изд. „Х. Генадиев“, Пловдив (1895), 
Скъперничеството, изд.: „Сизиф“, София (1993) – по изданието от 1895 г.
2. L'Envie
3. La Colère
4. La Luxure
5. La Paresse
6. L'Orgueil (1851)
7. La Gourmandise (1952)

## Екранизации
- 1909 Les mystères de Paris
- 1912 Les mystères de Paris
- 1913 Mathilde
- 1917 Parigi misteriosa
- 1917 Il ventre di Parigi
- 1919 Martino il trovatello
- 1919 La lussuria – по „Les sept péchés capitaux"
- 1920 The Mysteries of Paris
- 1921 Memoiren eines Kammerdieners, 1. Teil – Martin, der Findling
- 1922 La donna che fu molto amata
- 1922 Secrets of Paris
- 1922 Les mystères de Paris
- 1926 Le Juif errant
- 1935 Les mystères de Paris
- 1943 Les mystères de Paris
- 1948 L'ebreo errante – по „Le juif errant“
- 1957 I misteri di Parigi
- 1960 La papesse – ТВ филм
- 1961 Les mystères de Paris – ТВ филм
- 1962 Парижките потайности – с участието на Жан Маре, Дани Робин, Джил Хауърт
- 1972 Hora once – ТВ сериал, 1 епизод
- 1973-1976 Novela – ТВ сериал, 3 епизода по „Парижките потайности“
- 1980 Les mystères de Paris – ТВ филм
- 1988 Anges et loups – ТВ филм